# Xenogenes eustrotiodes
Xenogenes eustrotiodes là một loài bướm đêm trong họ Geometridae.